# Franz Triebsch
Franz Triebsch (* 14. März 1870 in Berlin; † 16. Dezember 1956 ebenda) war ein deutscher Landschafts- und Porträtmaler.

## Leben

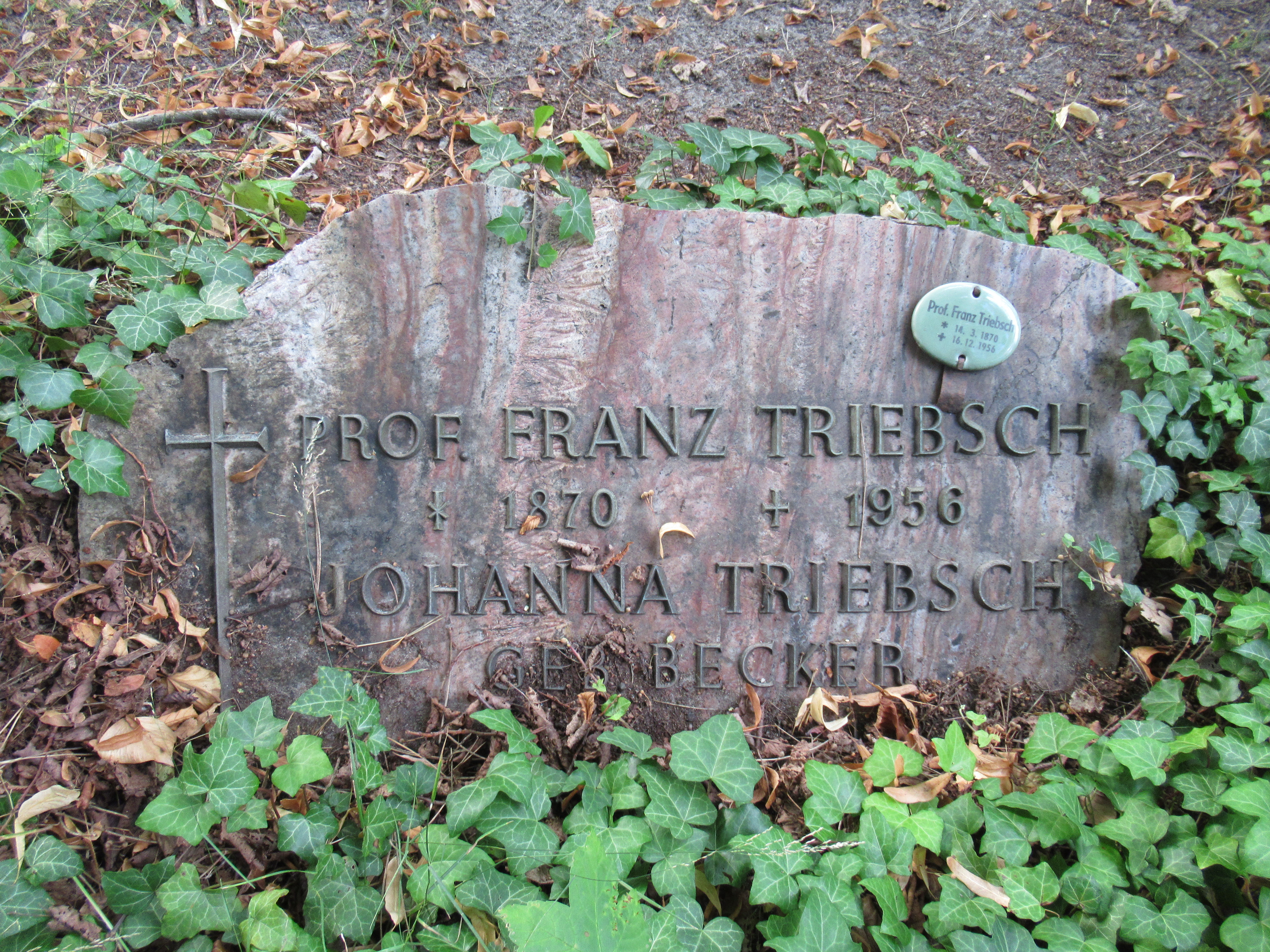
Franz Triebschs Grabstein auf dem Friedhof Heerstraße

Franz Triebsch war Schüler von Max Koner an der Berliner Akademie. 1899 erhielt er den Großen Staatspreis, der mit einem einjährigen Rom-Stipendium verbunden war und einem Aufenthalt in der Villa Strohl-Fern. Um 1900 wurde Triebsch zum Professor ernannt, ab 1906 war er Mitglied im Verein Berliner Künstler.
Zu dieser Zeit heiratete er Eva Kretzschmer, 1905 kam er mit seiner Familie zum ersten Mal nach Ahrenshoop. 1910 ließ er sich dort nach eigenen Entwürfen ein Sommerhaus bauen und wurde zum Mitglied der Künstlerkolonie Ahrenshoop. Die Sommermonate verbrachte er nun immer an der Ostseeküste, wo befreundete Künstler wie Richard Eschke, Leo von König, Carl Kayser-Eichberg und Fritz Koch-Gotha zu seinen Gästen gehörten.
Seit Anfang des 20. Jahrhunderts war er als Porträtmaler vorwiegend bedeutender Persönlichkeiten aus Politik und Militär tätig. Im Dritten Reich war Triebsch regelmäßig auf der Großen Deutschen Kunstausstellung in München mit Porträts Hitlers oder anderer führender Nationalsozialisten vertreten. 1940 wurde ihm zum 70. Geburtstag die Goethe-Medaille für Kunst und Wissenschaft verliehen. In Ahrenshoop entstanden neben Porträts dortiger Prominenter aber auch beeindruckende Landschaften. Bei Kriegsende kam er noch auf die Gottbegnadeten-Liste.
Nach dem Tod seiner Frau Eva im Jahre 1926 machte Franz Triebsch eine Studienreise nach Südamerika. 1927 heiratete er in zweiter Ehe Johanna Becker. Ende der 1930er Jahre hatte er mehrere Staroperationen; er erblindete 1941 völlig. 1943 wurde sein Berliner Atelier bei einem Luftangriff zerstört. Ahrenshoop wurde nun zum Dauerwohnsitz, erst 1948 zog Triebsch wieder nach Berlin-Charlottenburg.
Franz Triebsch starb im Dezember 1956 im Alter von 86 Jahren in Berlin. Sein Grab befindet sich auf dem landeseigenen Friedhof Heerstraße in Berlin-Westend (Grablage: 7-A).

## Bekannte Werke (Auswahl)
- Porträt Erich von Falkenhayn, Öl auf Leinwand (138 × 94 cm), ehem. Sammlung Henning von Tresckow
- Porträt Hindenburg, datiert 1925, Öl auf Leinwand (87 × 67 cm)[2]
- Porträt Reichspräsident von Hindenburg, Öl auf Leinwand[3]
- Porträts in Ahrenshoop: Geheimrat Reinhold Seeberg und Prof. Alfred Seeberg
- Weg nach Ahrenshoop (um 1910); Im Darß (1910); Junges Mädchen (um 1920); Dornenhaus (um 1930); Ahrenshooper Katen (1924);